# Henry Nkumbe
Henry Nkumbe est un ophtalmologiste camerounais spécialisé dans la chirurgie vitréo-rétinienne, la chirurgie de la cataracte et la chirurgie réfractive. Il est également un professionnel de l'ophtalmologie de la santé publique et de la gestion hospitalière ophtalmologique.

## Biographie

### Enfance et formation
Henry Ebong Nkumbe est né le 26 juin 1971 à Kumba, dans la région du Sud-Ouest du Cameroun. A l’âge de 13 ans, alors qu’il se plaint de problèmes aux yeux, sa mère l’emmène consulter un ophtalmologiste à l'hôpital presbytérien de Ndounge, dans la région du Littoral, au Cameroun. Reçu et consulté avec attention, il est séduit par ce métier et rêve désormais de devenir ophtalmologiste.
Henry Nkumbe a suivi des études de médecine en Suisse, en Allemagne et au Kenya. 

### Carrière
En 2002, il intègre l’OMS à Genève et son programme spécial pour la recherche et la formation sur les maladies tropicales. En 2004, il rejoint l'organisation internationale pour les personnes handicapées, CBM, et travaille pendant une année à Dar es Salaam et à Moshi, en Tanzanie. En septembre 2006, il travaille à Madagascar comme conseiller médical, en collaboration avec le ministère de la Santé de Madagascar et la Société ophtalmologique malgache,.
Pendant son séjour à Madagascar, il exerce comme professeur invité au programme de santé oculaire communautaire de l'hôpital Groote Schur à Cape Town, en Afrique du Sud et  au Kilimanjaro Christian Medical Center de l'Université Tumaini, à Moshi, en Tanzanie.
Depuis 2013, il dirige le Magrabi ICO Cameroon Eye Institute,dont le but est de lutter contre la cécité à travers des opérations de la cataracte et du glaucome.  Henry Nkumbe est l’auteur de plusieurs publications scientifiques dans le domaine ophtalmologiste,,.
Le samedi 02 mars 2024, il reçoit une visite surprise de Paul et Chantal Biya en compagnie de Samuel Mvondo Ayolo dans le Magrabi ICO Cameroon Eye Institute.